# Charles Sirois
 (septembre 2011).
Si vous disposez d'ouvrages ou d'articles de référence ou si vous connaissez des sites web de qualité traitant du thème abordé ici, merci de compléter l'article en donnant les références utiles à sa vérifiabilité et en les liant à la section « Notes et références ».
Pour les articles homonymes, voir Sirois.
Charles Sirois, né en 1954 à Chicoutimi, est un homme d'affaires québécois.

## Biographie

### Études
Issu d'une famille d'entrepreneurs, il obtient un baccalauréat en finances à l'Université de Sherbrooke en 1978, puis une maîtrise en finance à l'Université Laval en 1979.

### Carrière
Il a fondé les entreprises Telesystem International Wireless Corporation et Microcell Télécommunication inc, une PME régionale qu'il transforme en un fournisseur majeur de bande passante et de services interurbains au Canada, par acquisition du fleuron canadien Téléglobe.
Sirois a été jusqu'au 14 novembre 2011, avec l'ex-ministre péquiste François Legault, codirigeant de la Coalition pour l'avenir du Québec, l'OSBL ancêtre de Coalition avenir Québec. Bien qu'il n'occupe aucune fonction au sein de la formation politique dirigée par François Legault, il est encore présent au sein du parti. Il participe aux différents événements de la CAQ, comme les congrès.

## Autres mandats
- Président du conseil d'administration de l'École de technologie supérieure[3]
- Membre du conseil d'administration d'Hydro-Québec
- Membre du conseil d'administration de la Banque canadienne impériale de commerce
- Membre du conseil d'administration de l'École nationale de l'humour
- Membre du conseil d'administration du Conseil canadien des chefs d'entreprise.

## Prix et récompenses
- Médaille Raymond-Blais (1987)
- Membre de l'Ordre du Canada (1994)
- Prix Hermès (1995)
- Doctorat honorifique de l'École des sciences de la gestion de l'Université du Québec à Montréal (1996)
- Chevalier de l'Ordre national du Québec (1998)
- Docteur honoris causa de l'Institut supérieur de management (ISM) du Sénégal (2015)